# 工作室·零
工作室零（日語：スタジオ・ゼロ）（1963年 - 1971年 ），或譯作零工作室，由常盤莊出身的漫畫家們所成立的動漫畫製作公司。

## 公司簡介
公司最初由鈴木伸一、角田次朗、角田喜代郎、石森章太郎、藤本弘、安孫子素雄等人組成，後又加入赤塚不二夫。
其社長以類似抽籤的爬格子方式決定，2年一任，首任社長是鈴木、次任是藤本、第三任是石森。在石森任上倒閉。從一開始僅有數人，人數最多時曾成長到60多名社員。
因為最初所在的地點建築很破爛，又被戲稱為破爛工作室（スタジオ・ボロ）

## 曾參與製作的動畫
- 哆啦A夢（日本電視台動畫版）[[[Wikipedia:格式手册/链接#章節|錨點失效]]]中的編集
- 原子小金剛：ミドロヶ沼の巻
- 忍者哈特利 + 忍者怪獣ジッポウ：（オープニングアニメーション）
- 彩虹戰隊（レインボー戦隊ロビン；原作及人物原案，後來鈴木曾作為作畫監督參加）
- 小鬼Q太郎（パイロットフィルム）
- 小松君
- 小超人（第1代）
- 怪物君（第一代）
- 梅子星王子
- 佐武と市捕物控
- おたのしみアニメ劇場
- となりのたまげ太くん
- 星の子チョビン

## 外部連結
- デングリがえし （页面存档备份，存于） - 山田五郎的官方網站。